# Volvo FH
Volvo FH je řada těžkých nákladních automobilů, které od roku 1993 vyrábí švédská automobilka Volvo Lastvagnar. Je běžně používaný na přepravu, těžkou distribuční dopravu a dopravu stavebních materiálů na dlouhé vzdálenosti. Je dostupný v hmotnostech od 18 tun a je poháněn naftovými motory R6 s turbodmychadlem a mezichladičem. Od roku 2013 se vyrábí třetí generace a v nabídce jsou modely FH s motory o objemu 12,8 litru a FH 16 o 16,1 litru.

## Vývoj

### První generace
Řada FH byla představena veřejnosti po sedmiletém vývoji v roce 1993 a nahradila úspěšnou řadu F, která byla v nabídce 15 let. První generace se vyráběla do roku 2002, přičemž v roce 1998 prošla částečnou přeměnou. Vozidla poháněly motory s obsahem 12,1 l, které dosahovaly 4. výkonové úrovně od 295 do 338 kW (460 koní) a s obsahem 16,1 l s naladěním na 382 kilowattů (520 koní).

### Druhá generace
Druhá generace byla vyráběna v letech 2002 až 2012 a během výroby také podstoupila několik změn. Kromě vizuálních změn na a v kabině byly použity nové převodovky, přibyla elektronika a významnou byly úpravy pohonných agregátů pro emisní normu Euro 5. Výkon motorů se mírně zvýšil a na výběr byly výkonové verze od 310 do 395 kW při 12 litrovém obsahu, resp. 400 až 515 kW při 16 litrovém variantě.

### Třetí generace
V roce 2013 byla na trh uvedena třetí generace řady FH, která podstoupila opět několik významných změn. Výraznější změny se již tradičně udály na kabině, motorech, převodovce i podvozku. Přibylo nezávislé zavěšení předních kol, robotizovaná 12stupňová převodovka, v kabině množství pohodlí zvyšujících prvků, či úpravy zvyšující ekonomičtější provoz. Motorizaci zabezpečují řadové šestiválce se zdvihovým objemem 12,8 a 16,1 litru, které splňují emisní normu Euro 5 (D13C a D16G) a Euro 6 (D13K). Jejich výkon se pohybuje od 309 po 551 (420 - 750 koní) a točivý moment od 2 100 po 3 550 Nm při 1 000 - 1 500 ot/min.

## Galerie

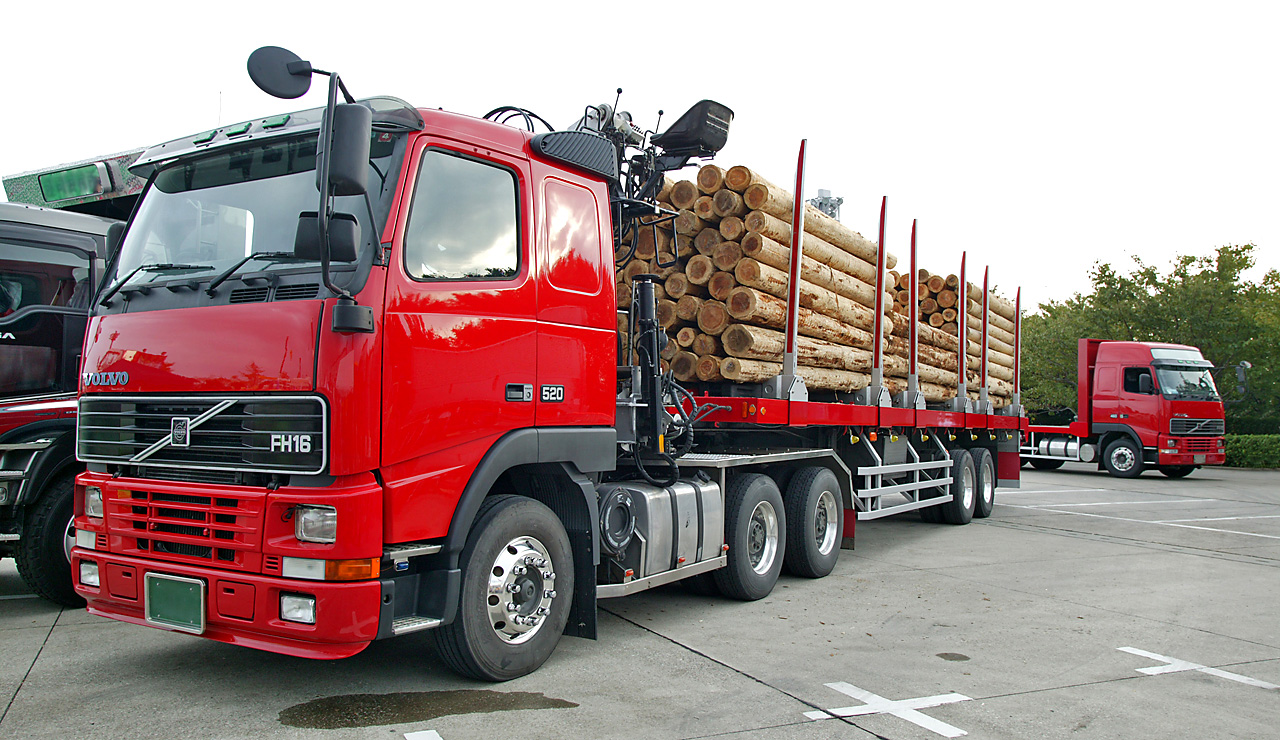
Volvo FH 16 1. generace
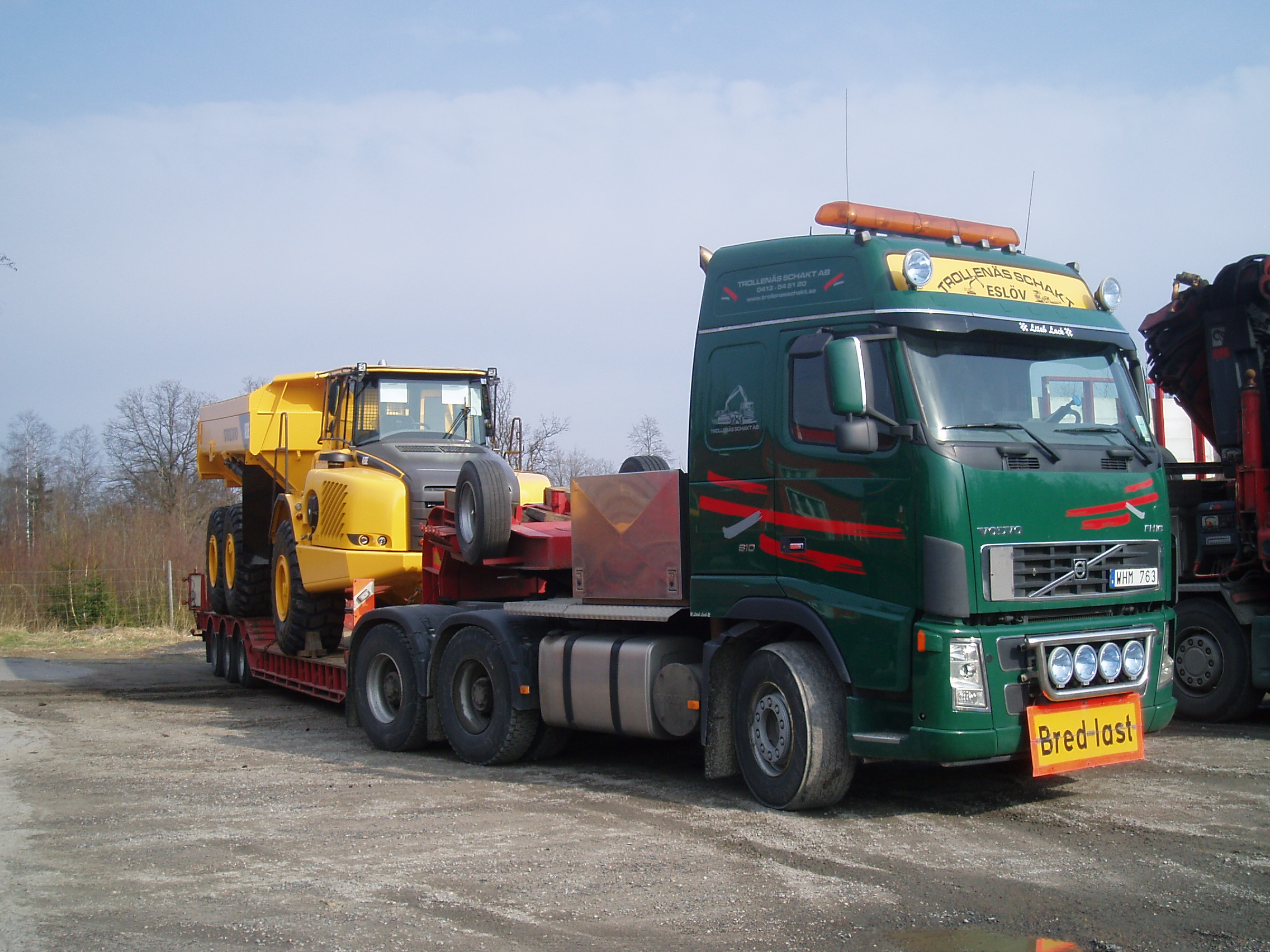
Volvo FH 16 700 2. generace
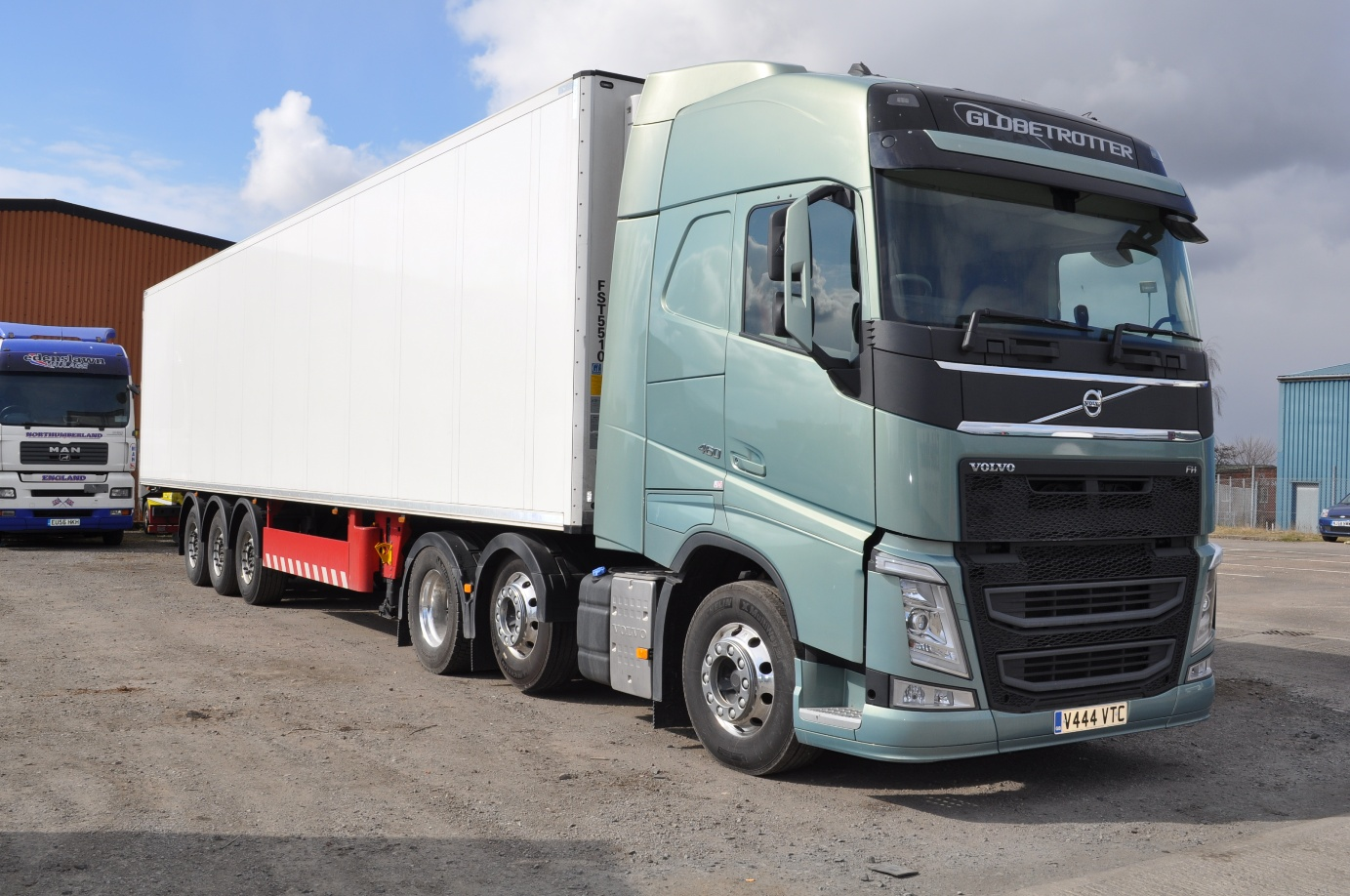
Volvo FH 16 3. generace
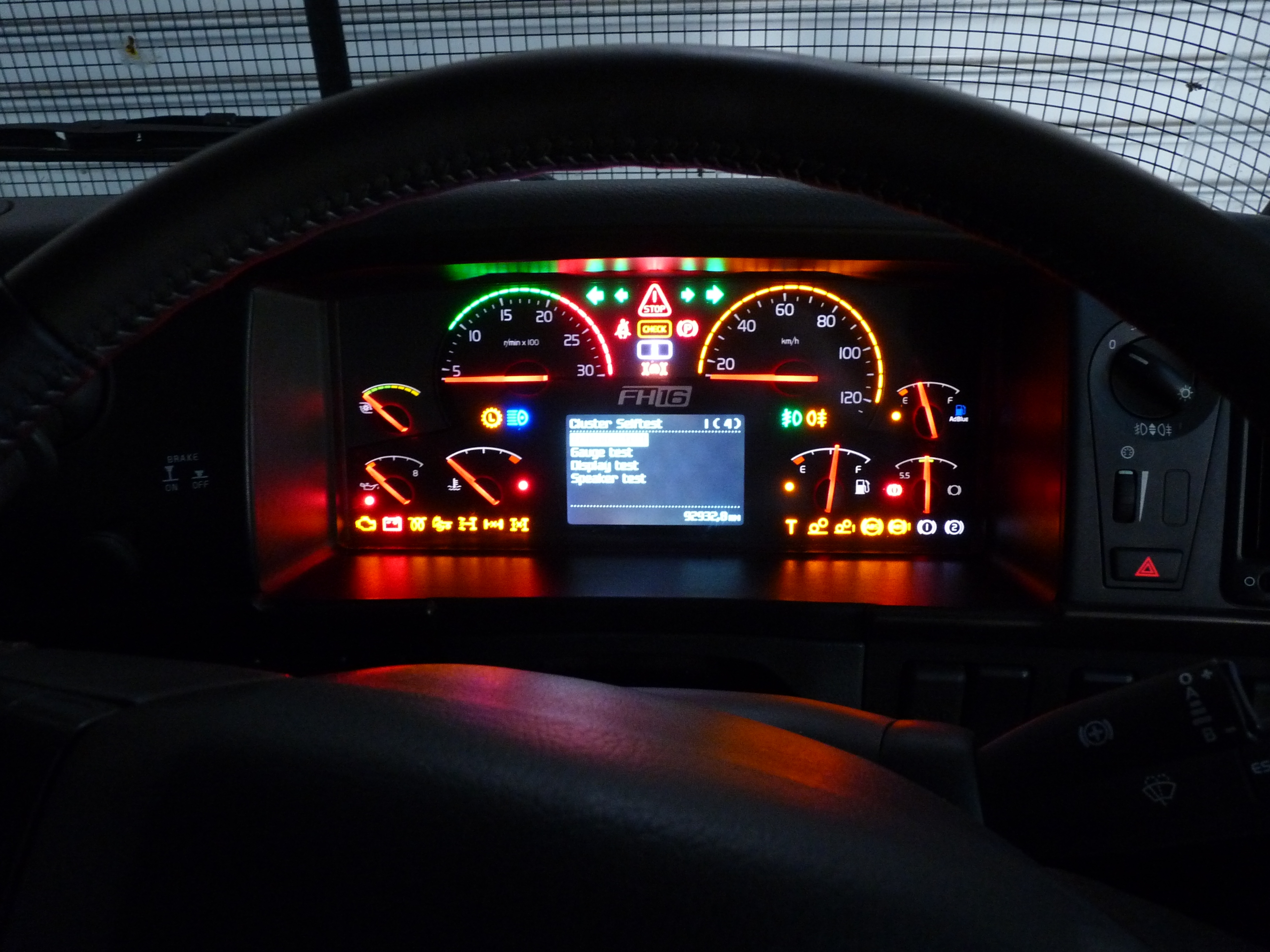
Přístrojový panel 2. generace
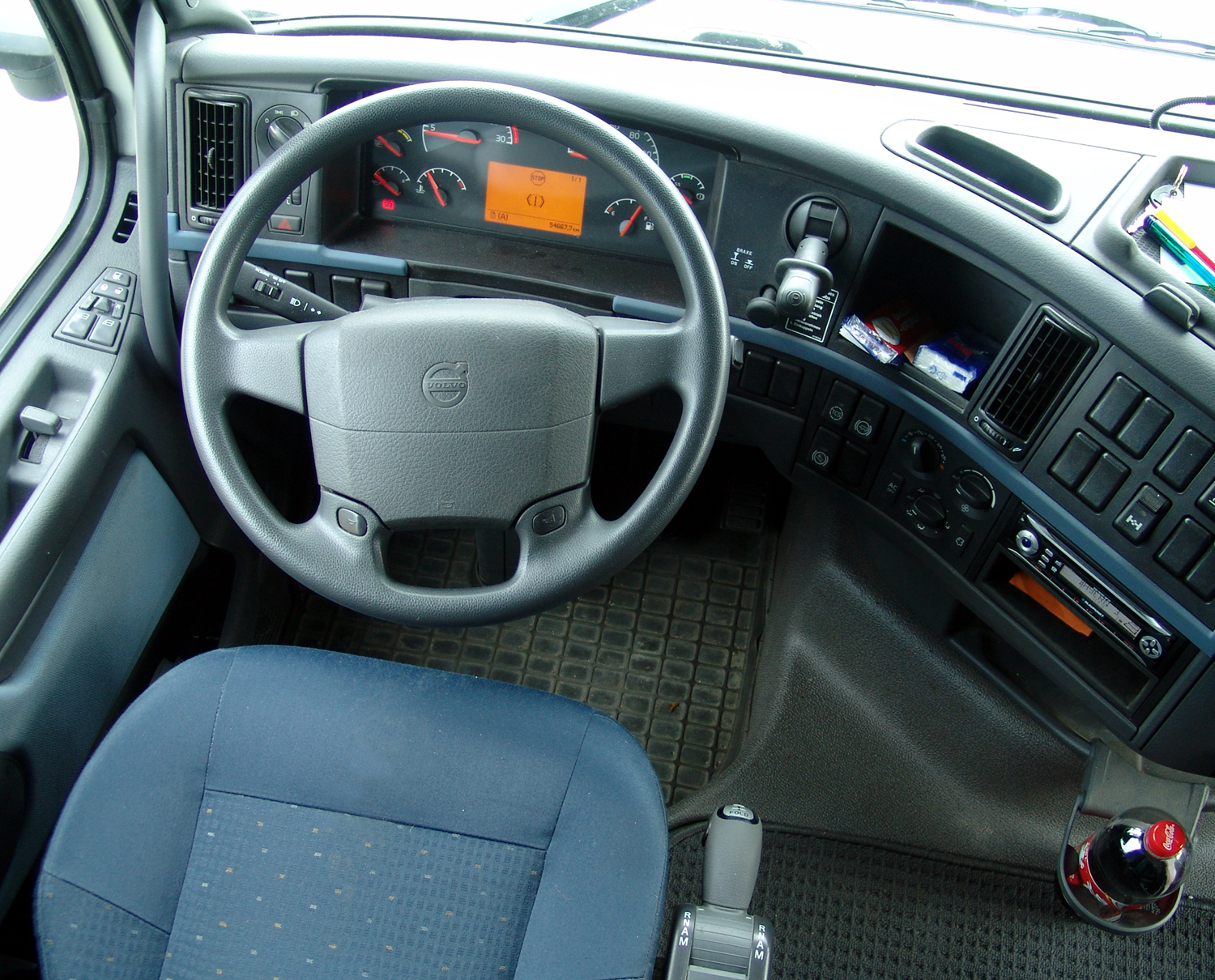
Místo řidiče
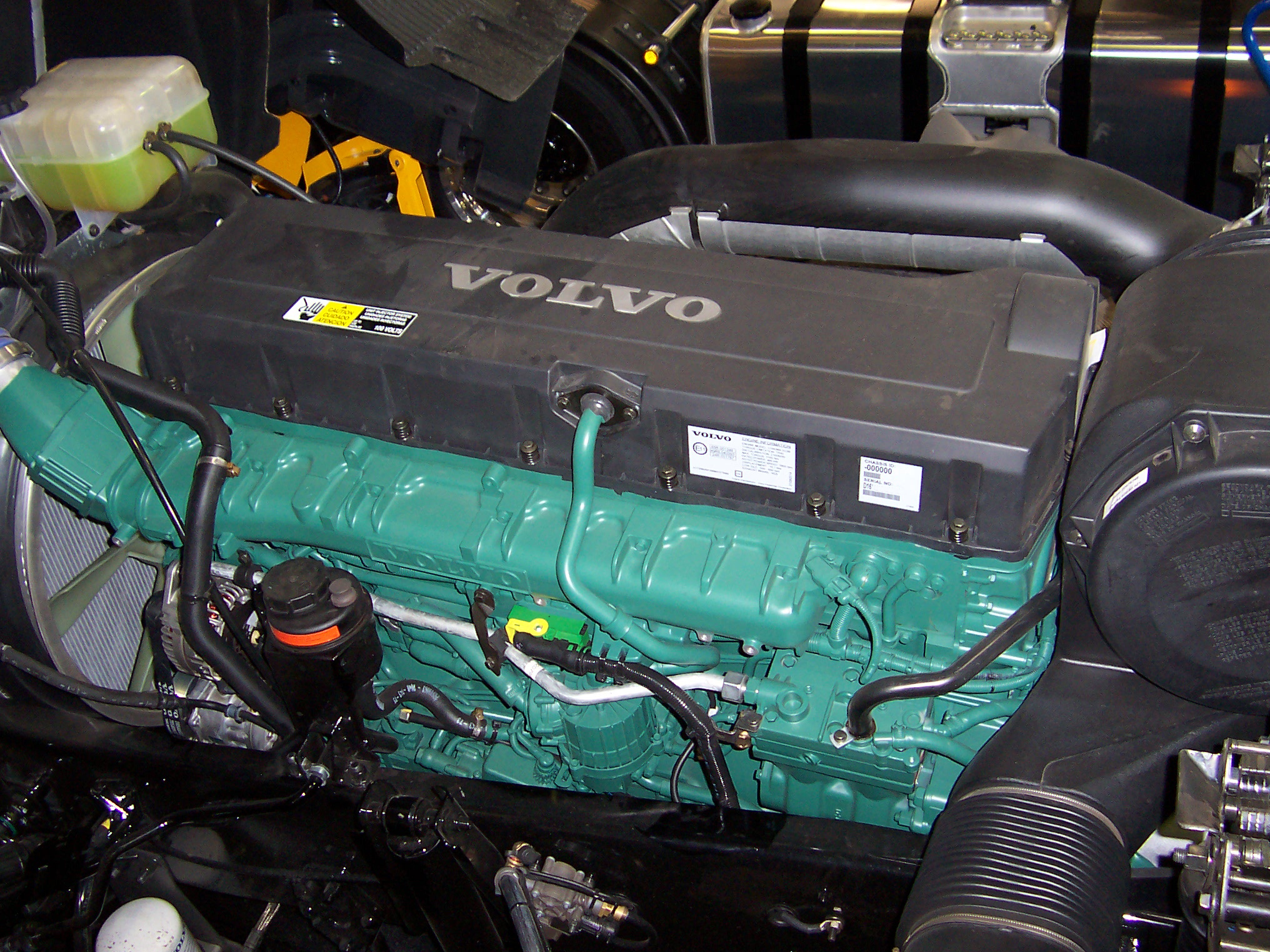
Motor D16